# Georges Nagelmackers

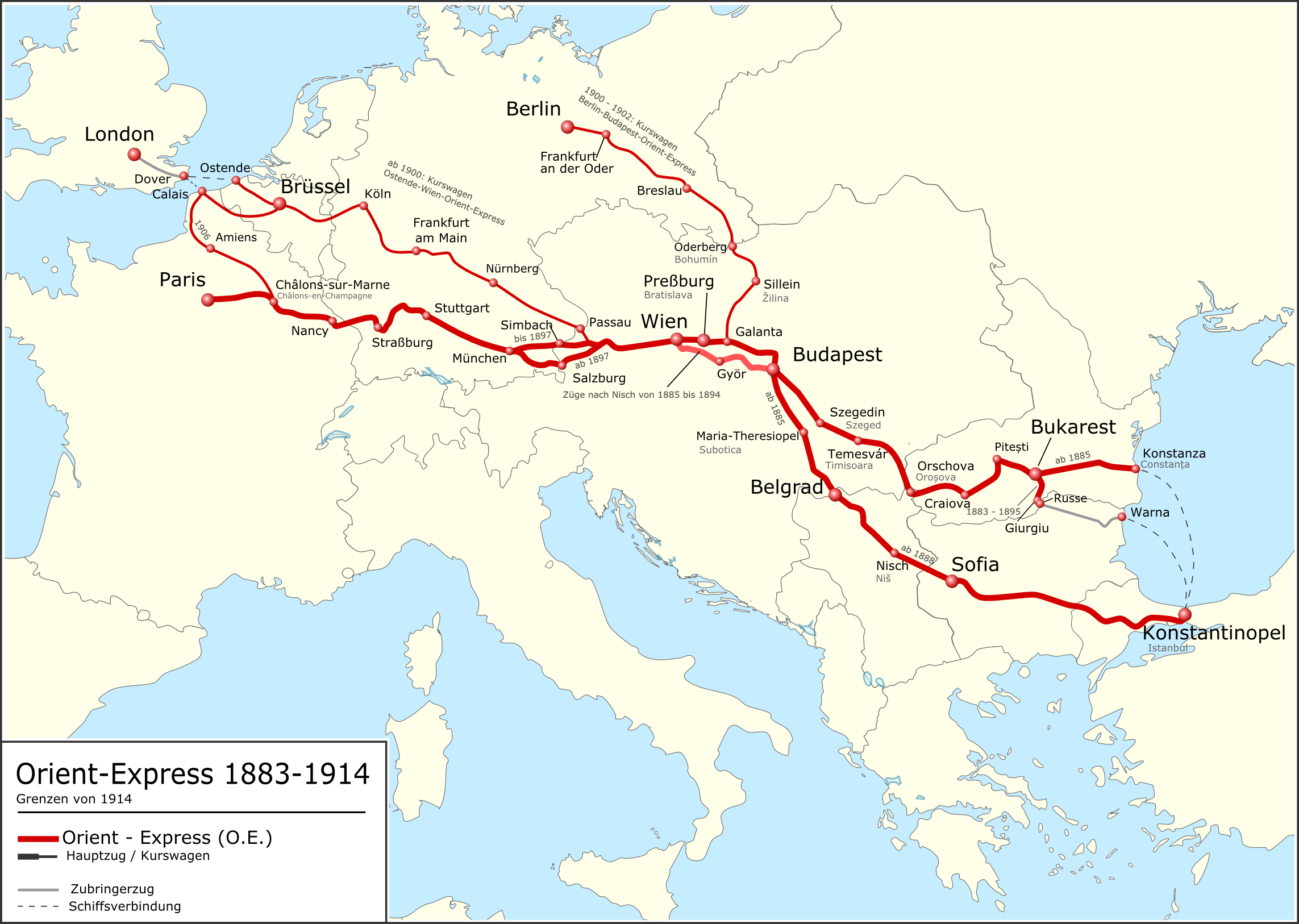
Przebieg pociągu Orient-Express między 1883 a 1914

Georges Lambert Casimir Nagelmackers, (ur. 24 czerwca 1845 w Liège zm. 10 sierpnia 1905 w Villepreux) – twórca Orient Expressu.
Urodzony w rodzinie bankierów. Dorastał rozwijając zamiłowanie do dobrych rzeczy – smacznego jedzenia, dobrego wina i luksusowych warunków mieszkaniowych. Dzięki swemu talentowi potrafił to wszystko zapewnić europejskim pasażerom.
Wysoki, z bujnymi baczkami i laską, z którą się nigdy nie rozstawał, był wyrazistą postacią w swoich czasach. Pod koniec lat 60. XIX wieku odwiedził Stany Zjednoczone. Poznał tam George`a M. Pullmana, producenta wygodnych wagonów kolejowych z siedzeniami, które można było rozkładać do snu w trakcie nocnych podróży.
Mniej więcej w tym samym czasie kończono budowę transkontynentalnej linii kolejowej przez Stany Zjednoczone. Nagelmackers stwierdził, że trzeba stworzyć podobny transkontynentalny pociąg z luksusowymi wagonami, który będzie podróżował przez Europę. Zdaniem Negelmackersa wagony pulmanowskie miały jednak poważną wadę. Były tak zaprojektowane, że w nocy zamieniały się w rodzaj dormitorium, w którym podróżni spali rzędem po obu stronach wagonu, oddzieleni od siebie jedynie cienką zasłonką. Tymczasem należało uwzględnić wrażliwość delikatnych dam.
Nagelmackers zaprojektował niewielkie prywatne czteroosobowe sypialnie z siedzeniami, które można było rozkładać. Krótka współpraca z innym Amerykaninem, Williamem d`Altonem Mannem, pozwoliła mu zebrać kapitał wystarczający do uruchomienia jego Compagnie Internationale des Wagons-Lits. Chyba najtrudniejszym wyzwaniem stojącym przed Nagelmackersem było wynegocjowanie prawa do podróżowania przez Europę. Pomocny okazał się fakt, że ówczesny król Belgii, Leopold II, był aktywnym patronem firmy.
Aby zareklamować swoją nową linię, Nagelmackers nadał odpowiedni rozgłos wielkiemu inauguracyjnemu przejazdowi Orient Expressu, który wyruszył z Paryża do Konstantynopola 4 października 1883 roku. Nagelmackers, pełen niepokoju, też brał udział w podróży, strzegąc pociągu pełnego ważnych osobistości, dygnitarzy i dziennikarzy, zażegnując ewentualne kryzysy. Gdy oś wagonu restauracyjnego przegrzała się i trzeba go było zostawić w Monachium, inny wagon czekał już gotowy do przyłączenia.
W 1900 roku brał udział w igrzyskach w Paryżu - zdobył złoty medal w powożeniu zaprzęgami.
Nagelmackers był świadkiem wielkiego sukcesu Orient Expressu, jednak zmarł w 1905 roku. Orient Express natomiast swe najlepsze czasy miał wówczas jeszcze przed sobą.